# Еспјеј
Еспјеј (фр. Espieilh) насеље је и општина у јужној Француској у региону Миди Пирене, у департману Горњи Пиринеји која припада префектури Бањер де Бигор.
По подацима из 2011. године у општини је живело 30 становника, а густина насељености је износила 14,15 становника/km². Општина се простире на површини од 2,12 km². Налази се на средњој надморској висини од 455 метара (максималној 568 m, а минималној 360 m).

## Демографија
| 1962. | 1968. | 1975. | 1982. | 1990. | 1999. | 2011. |
| ----- | ----- | ----- | ----- | ----- | ----- | ----- |
| 68    | 69    | 51    | 51    | 44    | 45    | 30    |

График промене броја становника у току последњих година